# 孕ら巫女姉妹
『孕ら巫女姉妹』（はらみこしまい）は、日本のアダルトゲームブランド・スワンマニアが2008年11月28日に発売した18禁アドベンチャーゲーム。

## 概要
有限会社アセンドアイの廉価版ブランドの一つ・スワンマニアの第12作。ヒロインの妊娠を主題とする「ボテもえ」路線を打ち出しているスワン系各ブランドでは、2008年7月に発売した『となりのお姉さんは巨乳OL』（スワンマニア）に始まり8月の『人妻お姉さんとツンデレ幼なじみの孕んだ関係』、9月の『姉は教師で新人メイド 〜ラブラブ孕ませ性活!〜』（共にスワンマニア）、10月の『孕ら☆カノ!! 〜あの娘とラブラブ孕ぼて性活〜』（スワンアイ）、そして11月発売の本作と5ヶ月連続でヒロインの妊娠を主題としたタイトルを発売している。

## ストーリー
大学を卒業し、特に目的地も無く各地を旅行していた山辺明はとある田舎町の神社に立ち寄る。ところが、本殿へと続く石段を登っている途中で何か禍々しいオーラを放つ物体が頭に当たってしまう。その神社は宮司が数年前から不在で、神楽葉月・卯月の巫女姉妹が切り盛りしていた。葉月が言うには、明の頭に当たった物体には悪霊が封印されており、その悪霊に取り憑かれると性欲を押さえ切れなくなってしまうのだと言う。
こうして、悪霊を追い払う方法が見つかるまで明は神社で居候することになるが、悪霊の力で発作的に性欲を押さえ切れなくなってしまう。しかし、姉妹は神に仕える巫女として処女を守らなければいけない為、明が発作を起こすたびに手や足、口、パイズリ、さらには後ろの穴まで使って発作を押さえ込むが悪霊を追い払う方法は一向に見つからない。そして遂に、姉妹は最後の手段として明に神前で処女を捧げる決意をする。やがて、全ての真実が明らかになった時、姉妹の胎内には新しい生命が宿っていた。

## 登場人物
山辺 明（やまなべ あきら）
主人公。大学を出て、卒業旅行がてらに各地を転々としていたがとある田舎町の神社で厳重に封印されていた悪霊に取り憑かれ、性欲を押さえ切れなくなってしまう。
神楽 葉月（かぐら はづき）
宮司である父親の失踪後、かつては子宝の御利益で参拝客が絶えなかったと言われる神社を切り盛りしている巫女姉妹の姉。家事が苦手で面倒臭がりな為、料理や洗濯はほとんど妹に任せている。霊感は人一倍強いが、知識が乏しいため使いこなせていない。
神楽 卯月（かぐら うづき）
巫女姉妹の妹。現役の学生だが、除霊に関する知識は姉より詳しい。但し、姉と違って霊感はほとんど無いため儀式ではサポート役に徹している。夜尿症が悩み。

## スタッフ
- シナリオ 南条巴
- 原画 鬼MAYUGE
- 音楽 Arp